# Gregory (Texas)
Gregory is een plaats (city) in de Amerikaanse staat Texas, en valt bestuurlijk gezien onder San Patricio County.

## Demografie
Bij de volkstelling in 2000 werd het aantal inwoners vastgesteld op 2318.
In 2006 is het aantal inwoners door het United States Census Bureau geschat op 2267, een daling van 51 (-2,2%).

## Geografie
Volgens het United States Census Bureau beslaat de plaats een oppervlakte van
3,7 km², geheel bestaande uit land. Gregory ligt op ongeveer 6 m boven zeeniveau.

## Plaatsen in de nabije omgeving
De onderstaande figuur toont nabijgelegen plaatsen in een straal van 12 km rond Gregory.